# Juba I
Juba I (c. 85 a.C. - 46 a.C.) foi rei da Numídia de 60 a.C. a 46 a.C.. Seu pai era Hiempsal II.

## Biografia
Em 81 a.C. , o general romano Pompeu foi mandado pelo ditador Lúcio Cornélio Sula à Numídia, para repor no trono o rei Hiempsal II, que havia sido deposto. Agradecidos por isso, tanto Hiempsal quanto seu filho Juba, tornaram-se amigos e aliados de Pompeu.
Essa aliança estreitou-se mais quando Juba I (que havia sucedido ao seu pai) visitou Roma e foi destratado publicamente por Júlio César, a quem fizera acusações em passado recente.
Juba odiava Caio Escribônio Curião, que, quando era tribuno, havia tentado tomar o seu reino.
Durante a guerra civil (primeiro triunvirato), Juba colocou-se decididamente ao lado dos republicanos. Juba não esperou que Curião atacasse a Numídia, mas se dirigiu a Utica, que estava sendo sitiada por Curião, e espalhou o rumor de que estava se retirando. Curião atacou as tropas, mas Juba chegou inesperadamente, matando Curião.
Juba conduziu o exército númida, comandado pelo general romano, Petreio, à Batalha de Tapso, na qual as forças pompeistas sofreram esmagadora derrota. Após a batalha, Juba e Petreio buscaram refúgio em Zama (onde havia ocorrido, mais de um século antes, a Batalha de Zama), porém foram escorraçados pelos habitantes da cidade, temerosos de uma possível vingança de Júlio César.
Não vendo outra saída senão a morte, os dois decidiram travar um duelo suicida, acertando que o sobrevivente matar-se-ia em seguida. Na luta, Juba I matou Petreio e depois dirigiu sua espada contra seu próprio corpo.
O príncipe Juba (futuro Juba II), então com cerca de seis anos, foi capturado e exibido no triunfo que Júlio César organizou em Roma.